# Liebe & Herz
Liebe & Herz (jap. 恋と心臓 Koi to Shinzō) ist eine Manga-Serie von Mangaka Chitose Kaidō, die von 2017 bis 2021 in Japan erschienen ist. Eine deutsche Fassung wurde ab 2018 veröffentlicht. Die Shōjo-Serie erzählt einen romantischen Thriller über eine Studentin, die mit einem geheimnisvollen jungen Mann zusammen wohnt.

## Inhalt
Die neu an die Uni gekommene Studentin Yo Yagisawa trennt sich von ihrem Freund Naguchi, weil der noch Kontakt zu seiner Exfreundin hatte. Dabei trifft sie zufällig den gutaussehenden Haruma Hirose. Und kurz darauf wird dieser ihr Mitbewohner, da Yagisawas Mutter in den USA ist und dem jungen Mann, den sie dort traf, angeboten hat, in ihrem Haus in Japan zu wohnen. Denn er will in Japan studieren und ihre Mutter kennt ihn noch von früher, als seine Eltern im Nachbarhaus wohnten. Doch Haruma verhält sich seltsam und behauptet, ein Kindheitsfreund von ihr zu sein, woran sich Yagisawa nicht erinnern kann. Sie ist sich außerdem sicher, dass die ganze Familie aus dem Nachbarhaus gestorben ist. Bald kommen weitere Seltsamkeiten hinzu. Jemand scheint sie zu verfolgen und es tauchen Bilder auf, die Yagisawa und Haruma als Paar zeigen.

## Veröffentlichung
Die Serie wurde vom Verlag Hakusensha ab dem 27. September 2017 im Online-Magazin Manga Park veröffentlicht. Das letzte Kapitel erschien am 23. November 2021. Die Kapitel erschienen auch gesammelt in insgesamt 10 Bänden. Auf Deutsch wurde die Serie von Altraverse von Juli 2020 bis Mai 2023 veröffentlicht. Die Übersetzung stammt von Iga Martha Handtke. Eine englische Fassung erschien bei Yen Press.